# امتالی، باریسال
امتالی (به لاتین: Amtali) یک منطقهٔ مسکونی در بنگلادش است که در امتالی اپازیلا واقع شده‌است. امتالی ۲۱٫۰ کیلومتر مربع مساحت و ۲۱٬۸۰۸ نفر جمعیت دارد.